# Cardiopharynx
Cardiopharynx is een monotypisch geslacht van straalvinnige vissen uit de familie van de cichliden (Cichlidae).

## Soort
- Cardiopharynx schoutedeni Poll, 1942